# 溫哥華市中心東端
溫哥華市中心東端（英語：Downtown Eastside，縮寫DTES）是加拿大卑詩省溫哥華市歷史最悠久的社區之一。市中心東端狹義上可指布勒內灣、緬街、喜士定街和卡勒街所包圍之地帶，亦即市政府劃分市内近鄰社區時所定下的邊界；廣義上市中心東端則可涵蓋華埠、煤氣鎮、奧本海默公園（前日本城所在）、士達孔拿、桑頓公園和勝利廣場，以及以北沿岸的輕工業地帶。
此處於溫哥華開埠時曾經是市中心所在，而喜士定街夾歌杜華街更曾經是溫哥華的主要購物區，但商業活動逐漸往西移，而二戰後更陸續出現都市衰退現象。現時該區飽受毒品交易、娼妓和治安等問題困擾，更有稱「全加拿大最貧困的郵區」。該區有Insite毒品安全注射中心處理藥物過量及毒品問題。該區房舍也隨處可見其他地區少見的鐵窗。1980至2000年代該區也發生了多宗婦女失蹤案，其後兇手羅伯特·皮克頓被控以當中六項二級謀殺罪名成立。如何整頓該區成為溫哥華市政府以至省政府和聯邦政府近年來的棘手挑戰。

## 人口
據2001年人口普查所示，市中心東端的廣義覆蓋範圍内有16,590名居民，當中有23%為來自中國大陸的移民，5%來自越南，2%來自香港，14%來自其他國家。普查數據顯示區内10%居民為加拿大原住民，但《環球郵報》的報道則指出區内原住民人口達14%。每戶平均有1.3名居民，而82%居民為獨居者。幼童（5歲以下）和年青人（5-19歲）分別佔區内人口2%和8%，只達全市平均的一半。
區内有67%居民符合低收入人士的定義，遠高於全市平均的27%。受區内單身戶數目的影響，區内的每戶入息中位數為$12,084，只及全市中位數的30%。另外，區内完全依靠政府援助度日的居民達40%（全市平均為10%）。

## 外部連結

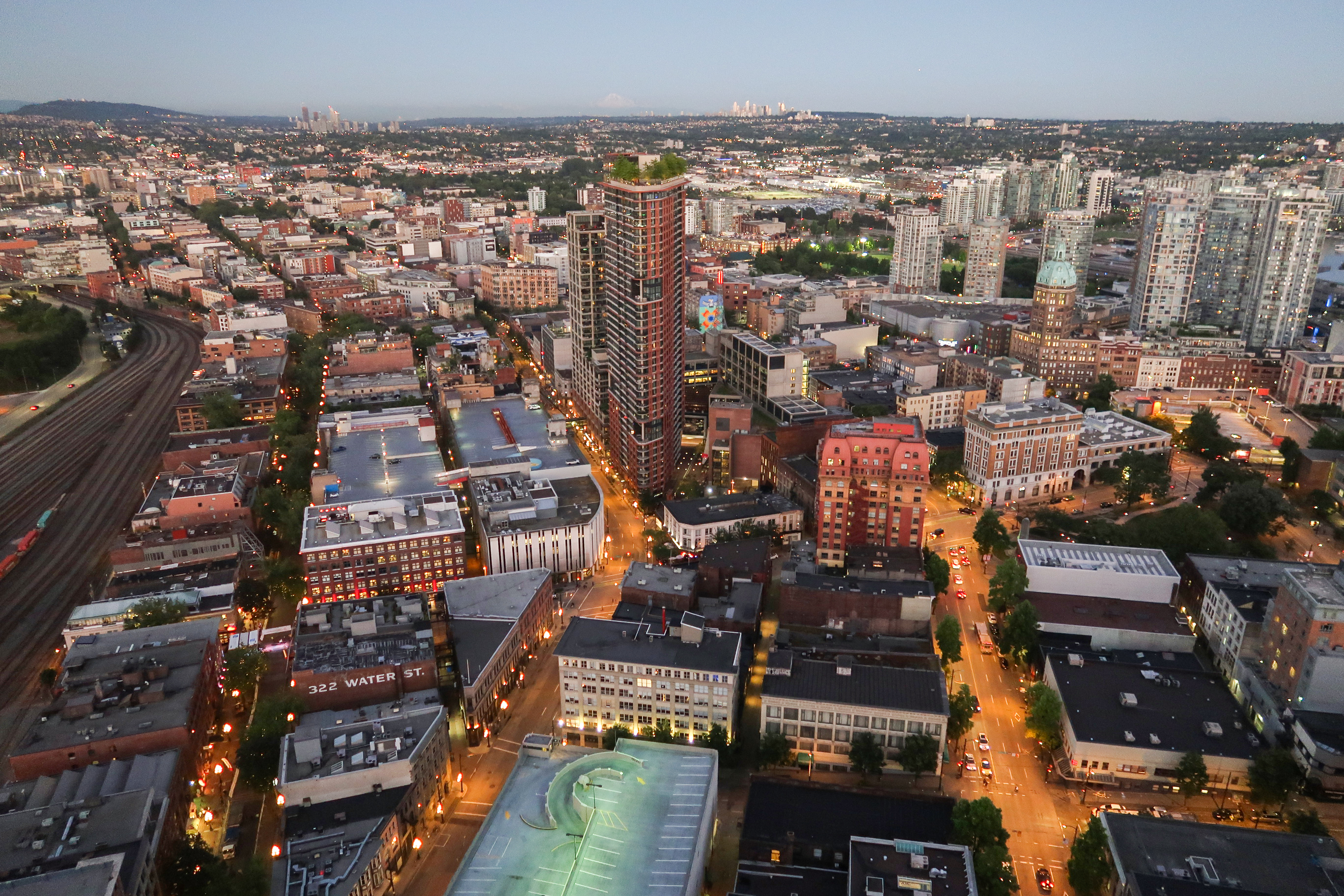
從海港中心觀景台眺望市中心東端（2018年）

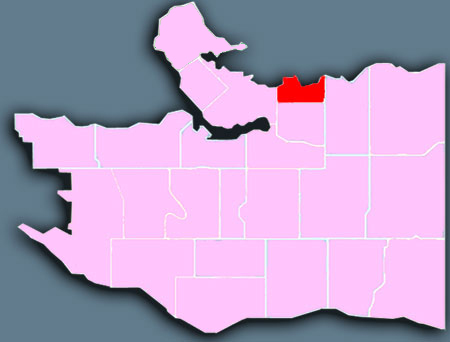
市中心東端狹義上的邊界

- Downtown Eastside Revitalization （页面存档备份，存于） 溫哥華市政府網站 振興市中心東端計劃頁面